# Seznam hřbitovů ve Středočeském kraji
Seznam hřbitovů ve Středočeském kraji podle okresů. Hřbitovy jsou řazeny podle názvu obcí. Seznam není úplný.

## Seznam podle okresů

### Okres Benešov
- Hřbitov v Benešově
- Hřbitov v Choceradech
- Hřbitov v Chotýšanech
- Hřbitov v Křečovicích
- Hřbitov ve Lštění
- Hřbitov v Neustupově
- Hřbitov v Sázavě – zrušený
- Hřbitov v Týnci nad Sázavou
- Hřbitov ve Vlašimi
- Hřbitov ve Voticích

### Okres Beroun
- Hřbitov v Berouně
- Hřbitov v Králově Dvoře
- Hřbitov v Cerhovicích
- Hřbitov v Hořovicích
- Hřbitov v Karlštejně
- Hřbitov v Kublově
- Hřbitov v Litni
- Hřbitov v Lochovicích
- Hřbitov v Mrtníku
- Hřbitov v Novém Jáchymově
- Hřbitov ve Stradonicích
- Hřbitov ve Svatém Janu pod Skalou
- Hřbitov v Zaječově
- Hřbitov ve Zdicích
- Hřbitov v Žebráku

### Okres Kladno
- Hřbitov ve Vrapicích
- Hřbitov v Bratronicích
- Hřbitov v Budči
- Hřbitov v Budenicích
- Hřbitov v Hostouni
- Hřbitov v Kladně
- Hřbitov ve Kvílicích
- Hřbitov v Lánech
- Hřbitov u Libušína
- Hřbitov v Lidicích (nový)
- Hřbitov v Lidicích (starý) - zničený nacisty
- Hřbitov v Neprobylicích
- Hřbitov ve Slaném
- Hřbitov ve Smečně
- Hřbitov ve Velvarech

### Okres Kolín
- Hřbitov v Býchorech
- Hřbitov v Červených Pečkách
- Hřbitov v Českém Brodě
- Hřbitov ve Kbelu
- Hřbitov v Kolíně
- Hřbitov v Kouřimi
- Hřbitov v Lošanech
- Hřbitov v Nebovidech
- Hřbitov v Ovčárech
- Hřbitov ve Skramníkách
- Hřbitov v Týnci nad Labem
- Hřbitov v Zásmukách - zrušený

### Okres Kutná Hora
- Hřbitov v Čáslavi
- Hřbitov ve Filipově
- Hřbitov v Kutné Hoře
- Hřbitov v Markovicích
- Hřbitov v Nových Dvorech

### Okres Mělník
- Hřbitov v Hoříně
- Hřbitov v Kralupech nad Vltavou
- Hřbitov v Lobči
- Hřbitov v Lobkovicích
- Hřbitov v Mělníku
- Hřbitov v Neratovicích
- Hřbitov v Obříství
- Hřbitov v Šemanovicích
- Hřbitov ve Vysokém

### Okres Mladá Boleslav
- Hřbitov v Bělé pod Bezdězem
- Hřbitov v Mladé Boleslavi
- Hřbitov v Mnichově Hradišti

### Okres Nymburk
- Hřbitov v Hradištku
- Hřbitov v Lysé nad Labem
- Hřbitov v Nymburku
- Hřbitov v Poděbradech
- Hřbitov v Sánech

### Okres Praha-východ
- Hřbitov v Brandýse nad Labem
- Hřbitov v Jevanech
- Hřbitov v Kamenici
- Hřbitov v Nebřenicích
- Hřbitov v Ondřejově
- Hřbitov v Říčanech
- Hřbitov ve Staré Boleslavi
- Hřbitov v Úvalech

### Okres Praha-západ
- Hřbitov v Černošicích
- Hřbitov v Dobřichovicích
- Hřbitov v Levém Hradci
- Hřbitov v Libčicích nad Vltavou
- Hřbitov v Mníšku pod Brdy
- Hřbitov v Řevnicích
- Hřbitov ve Všenorech

### Okres Příbram
- Hřbitov v Boroticích
- Hřbitov v Březnici
- Hřbitov v Dobříši
- Hřbitov v Kosově Hoře
- Hřbitov v Obděnicích
- Hřbitov v Pičíně
- Hřbitov v Prčici
- Hřbitov v Příbrami
- Hřbitov v Rožmitále pod Třemšínem

### Okres Rakovník
- Hřbitov v Čisté
- Hřbitov v Krušovicích
- Hřbitov v Křivoklátu
- Hřbitov v Lubné
- Hřbitov v Rakovníku
- Hřbitov v Senomatech
- Hřbitov ve Skryjích